# Рянтямяки
Ря́нтямяки (фин. Räntämäki) — один из районов города Турку, входящий в округ Нумми-Халинен.

## Географическое положение
Район расположен к северо-востоку от центральной части Турку.

## Население
В 2004 году численность население района составляла 1924 человека, из которых дети моложе 15 лет — 17,78 %, а старше 65 лет — 9,20 %. Финским языком в качестве родного владели 88,31 %, шведским — 5,15 %, а другими языками — 6,55 % населения района.